# Detroit Opera House
Detroit Opera House es un teatro de ópera y la sede la compañía Michigan Opera en Detroit, Estados Unidos y se realizan además eventos y producciones de conciertos y musicales. Su actual edificio, abierto en 1922, fue diseñado por C. Howard Crane en un estilo neorrenacentistya renacimiento italiano con detalles art deco. Ocupa una de las manzanas del east necklace del Grand Circus Park, entre las calles Madison y Broadway. Cruzando esta última se encuentra la salida de la estación Broadway del Detroit People Mover.

## Historia

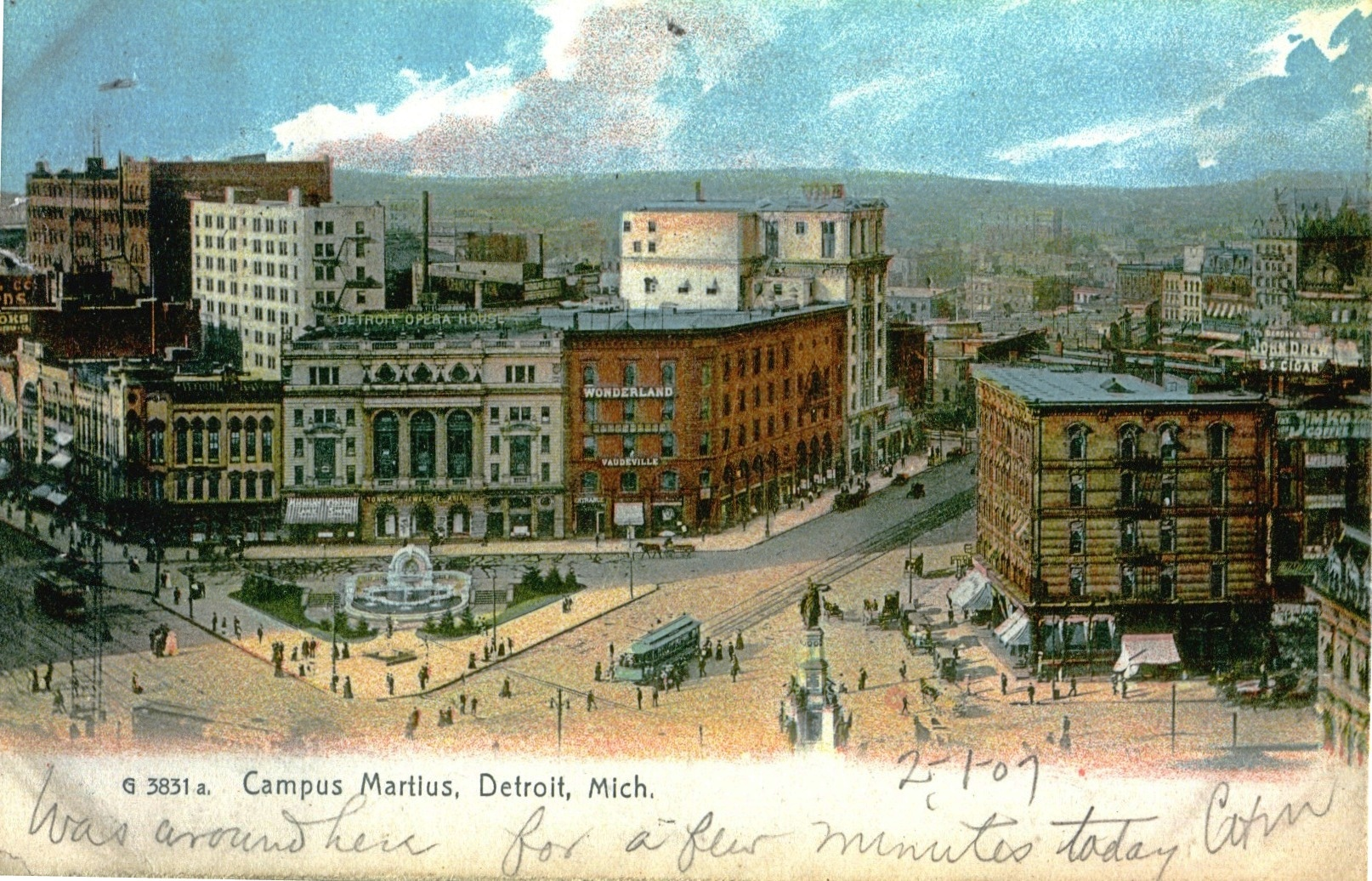
Antiguo edificio de la Ópera en el Campus Martius Park en 1907.

A lo largo de los años, la ópera se ha presentado en una variedad de lugares en Detroit: Old Detroit Opera House (1869–1963) en el Campus Martius Park, Whitney Grand Opera House (Teatro Garrick) en Griswold Street y Michigan Avenue, y la New Detroit Opera House (1886–1928) en las calles Randolph y Monroe.
La actual Ópera de Detroit se inauguró en 1922 y era conocida como el Teatro Capitol. Fue uno de los primeros lugares de actuación construidos alrededor del Grand Circus Park de Detroit. Cuando se inauguró, se informó que el Capitol era la quinta sala de cine más grande del mundo, con capacidad para unas 3.500 personas. En 1929, se convirtió en el Paramount, y en 1934, el Broadway Capitol.
Durante las primeras décadas de su historia, el teatro presentó largometrajes junto con entretenimiento en vivo, incluidos artistas como las leyendas del jazz Louis Armstrong y Duke Ellington. Más tarde, el Broadway Capitol se convirtió en una política de solo películas. Tras una restauración menor en la década de 1960, el edificio se convirtió en el Grand Circus Theatre de 3.367 asientos. El teatro cerró en 1978 después de sobrevivir varios años exhibiendo películas porno de segunda mano y soft-core. Reabrió nuevamente brevemente en 1981, pero cerró después de que un incendio menor en 1985 causó daños.
En 1988, el Michigan Opera Theatre compró el edificio y lo denominó Detroit Opera House, después de una extensa restauración y expansión del escenario. La reapertura en 1996 se celebró con un evento de gala con Luciano Pavarotti y otros artistas destacados. El Detroit Opera House ahora está configurado con asientos para una audiencia de 2.700 espectadores. Desde 1996 ha acogido anualmente cinco producciones de ópera, cinco producciones de danza de compañías itinerantes y otros eventos musicales y de comedia.